# Teorema delle restrizioni
In analisi matematica, ci sono due teoremi collegati che prendono il nome di teorema delle restrizioni. Qui sono enunciate le versioni in una variabile, ma la generalizzazione a più dimensioni è immediata.

## Primo teorema delle restrizioni
Sia {\displaystyle f:A\subseteq \mathbb {R} \to \mathbb {R} }, {\displaystyle x_{0}} punto di accumulazione per {\displaystyle A}. Il primo teorema delle restrizioni afferma che se {\displaystyle f} ammette limite {\displaystyle l} in {\displaystyle x_{0}}:
{\displaystyle \lim _{x\to x_{0}}f(x)=l}
allora per ogni sottoinsieme {\displaystyle B\subseteq A} tale che {\displaystyle x_{0}} sia punto di accumulazione anche per {\displaystyle B} è:
{\displaystyle \lim _{x\to x_{0}}f_{|B}(x)=l}
È molto utile sfruttare la negazione di questo teorema: infatti se si riesce ad individuare una restrizione di {\displaystyle f} che non possegga limite, o a trovarne due distinte per cui sia {\displaystyle l_{1}\neq l_{2}}, dal teorema deve dedursi che {\displaystyle f} stessa non possiede limite. Ad esempio, la successione {\displaystyle a_{n}=(-1)^{n}} non possiede limite poiché {\displaystyle a_{2n}} (cioè la sua restrizione sui pari) è costante a {\displaystyle 1}, mentre
{\displaystyle a_{2n+1}} (sui dispari) è costante a {\displaystyle -1}.

## Secondo teorema delle restrizioni
Sia {\displaystyle f:A\subseteq \mathbb {R} \to \mathbb {R} }, {\displaystyle x_{0}} punto di accumulazione per {\displaystyle A} e siano {\displaystyle B_{1},B_{2}\subseteq A} tali che:
{\displaystyle B_{1}\cup B_{2}=A}
ovvero {\displaystyle B_{1},B_{2}} è un ricoprimento di {\displaystyle A}. Sia inoltre {\displaystyle x_{0}} punto di accumulazione per entrambi. Il secondo teorema delle restrizioni afferma che se:
{\displaystyle \lim _{x\to x_{0}}f_{|B_{1}}(x)=\lim _{x\to x_{0}}f_{|B_{2}}(x)=l}
allora {\displaystyle f} possiede limite in {\displaystyle x_{0}} e tale limite è necessariamente {\displaystyle l}.